# Homalanthus giganteus
Homalanthus giganteus là một loài thực vật có hoa trong họ Đại kích. Loài này được Zoll. & Moritzi mô tả khoa học đầu tiên năm 1845.